# Joseph Beuys Gesamtschule (Kleve)
Die Joseph-Beuys-Gesamtschule (nach eigener Schreibweise auch Joseph Beuys Gesamtschule) ist eine Gesamtschule mit den Sekundarstufen I und II in Kleve. Die Schule wird als Ganztagsschule betrieben.

## Geschichte
Die Schule wurde 2011 in der Schulform Sekundarschule gegründet und trug entsprechend den Namen Sekundarschule Kleve. Sie hatte zwei Standorte: die Liegenschaft des aufgegebenen Johanna-Sebus-Gymnasiums in Kleve (Ackerstraße 80) und Räume der Hauptschule St. Markus in Bedburg-Hau (Rosendaler Weg 4). Aufgrund zu geringer Anmeldezahlen war der Fortbestand der Schule 2016 nicht mehr gesichert. Im November 2016 fasste der Rat der Stadt Kleve den Beschluss, zum Schuljahr 2017/2018 die Sekundarschule Kleve auslaufen zu lassen und eine zweite Gesamtschule neu zu gründen. Die Bürgermeisterin Sonja Northing legte dagegen Widerspruch ein und verfolgte stattdessen das Ziel, die Sekundarschule in eine Gesamtschule umzuwandeln.
Im Februar 2017 revidierte der Rat der Stadt Kleve den vorigen Beschluss und verabschiedete die Umwandlung der Sekundarschule in eine Gesamtschule. Mit Beginn des Schuljahrs 2017/18 nahm die Schule als Gesamtschule den Betrieb auf, und zwar am neuen Hauptstandort in der Hoffmannallee 15 in Kleve, vormals Standort der Städtischen Realschule. Ebenfalls seit Beginn des Schuljahres 2017/18 wurde die Schule nach Joseph Beuys benannt, der in Kleve aufwuchs. Im Juli 2018 gab die Joseph-Beuys-Gesamtschule Kleve ihren Standort in Bedburg-Hau auf.

## Standort und Architektur
Am Hauptstandort der Schule an der Hoffmannallee befindet sich ein denkmalgeschützter Altbau von 1904, der im neugotischen Stil ausgeführt wurde. Das dreigeschossige Gebäude der ehemaligen Städtischen Realschule wurde aus Backsteinen errichtet und weist einen Mittelrisalit mit Treppengiebel auf. (Siehe Denkmalliste.) Neben dem Altbau existieren mehrere Gebäude aus den 1960er bzw. 1970er Jahren (Haus 1, Haus 2 und Forum), deren Abriss zugunsten eines Neubaus seit 2018 geplant wird.

## Schulprofil
An der Schule kann nach sechs Schuljahren, also nach der 10. Klasse, der Mittlere Schulabschluss mit oder ohne Qualifikation zum Besuch der gymnasialen Oberstufe erworben werden. Der Hauptschulabschluss ist nach Klasse 9 oder nach Klasse 10 möglich, alternativ ein Förderschulabschluss. Nach acht Schuljahren, also nach der 12. Klasse, können Schüler die Fachhochschulreife (schulischer Teil) erwerben, nach neun Jahren (13. Klasse) die Allgemeine Hochschulreife (Abitur).